# Eubacterium cylindroides
Eubacterium cylindroides è una specie di batterio appartenente alla famiglia delle Eubacteriaceae.